# Список стрелецких голов
Список стрелецких голов — список лиц находившихся на воинской должности (стрелецкий голова), в Вооружённых Силах Русского государства, в XVI — XVII веках.
В исторической литературе неоднократно отмечалось особое положение московских стрельцов, выполнявших роль царской охраны (лейб-гвардии). Историк А. П. Павлов указывал, что стрелецкие головы были верной опорой Бориса Годунова на пути к царской власти, исполняли особо деликатные поручения. Большинство Стрелецких голов принадлежали к дворянскому сословию и роль стрелецких голов в политической борьбе того времени, особое положение самих голов, сравнимо только с гвардейскими офицерами времён Петра I и его преемниках. В придворной борьбе, как в начале XVII века, так и в XVIII веке роль гвардии и её руководителей была решающей, что и показала история.
В 1680 году (в другом источнике, 1681) было проведено переименование стрелецких голов в полковники, полуголов — в полуполковники, а сотников — в капитаны. С этого же времени старшим стрелецким командирам стал автоматически присваиваться придворный чин стольника, после чего их официальное наименование стало звучать как «стольник и полковник», «стольник и полуполковник». Должность не упразднялась вплоть до роспуска полков старого строя, в 1698 году, русским царём (позднее императором) Петром.
Первыми стрелецкими головами были: Григорий Желобов сын Пушешников, Матвей (Дьяк) Иванов сын Ржевский, Иван Семенов сын Черемесинов, Василий Фуников сын Прончищев, Фёдор Иванов сын Дурасов и Яков Степанов сын Бундов.

## Список
В данном списке представлены, возможно не все люди, состоявшие в должности стрелецкого головы:
| Род                                                 | Имя, Отчество                 | Примечания |
| --------------------------------------------------- | ----------------------------- | --- |
| Иван IV Васильевич (1533—1584)                      |                               | |
| Брянчениновы                                        | Фёдор                         | |
| Брянцовы                                            | Фёдор                         | Упоминается голландцем И. Массой, как капитан охраны Лжедмитрия I. |
| Вельяминовы                                         | Иван                          | |
| Восуковы                                            | Степан Семёнович              | Голова стрельцов в Козельске. |
| Гурьевы                                             | Пимин                         | |
| Доможировы                                          | Борис                         | Голова стрельцов в Астрахани. |
| Дуровы                                              | Ратман (Роман) (Дементий)     | Стрелецкий голова (1598—1605) из сотников, расписался на утверждённой грамоте Бориса Годунова, пристав при опальном Фёдоре Никитиче Романове (1601), доставил его в Антоньев-Сийский монастырь на пострижение, пристав у герцога Иоанна (1602), его денежный оклад 27 руб. 6 алтын и 2 деньги (1604), стрелецкий голова в войске против Лжедмитрия I (1604), стрелецкий голова в Новгороде-Северском (1605), упомянут как капитан охраны Лжедмитрия I (1605—1606), голова у Яузских ворот при московской осаде (1608). Его сыновья: Фёдор Ратманович послан в Литву с известием об убийстве Лжедмитрия I и подвергся длительному заточению (1606), воевода в Верхотурье (1615—1617), Севске (1623—1625) и московский дворянин Фока Ратманович подписавшийся под избранием на царство Михаила Федоровича Романова (1613). |
| Дурышкины                                           | Малюта Васильевич             | Сын боярский (1616), клинский городовой дворянин (1629), сотник московский стрельцов (1643), стрелецкий и казачий голова в Яблонове (1646—1647), приказной в Новосиле (1651), московский дворянин (1658), помещик Боровского уезда. |
| Дурышкины                                           | Иван Васильевич               | Клинский городовой дворянин (1629), вероятно, он же стрелецкий голова (1657), московский дворянин (1671—1677). |
| Егановы                                             | Ульян                         | Голова Смоленский стрельцов (1661). |
| Ершовы                                              | Иван Алексеевич               | Стрелецкий голова при взятии Казани (1552), подписал договор Земской думы о войне с Польшей (1566), помещик Московского уезда. |
| Желнинские                                          | Владимир Матвеевич            | Дворовый сын боярский. |
| Желябовские                                         | Иван Пятого                   | Стрелецкий голова в Козельске. |
| Змеевы                                              | Тимофей                       | Стрелецкий голова из сотников. |
| Зюзины                                              | Калинник Иванович             | |
| Косицкие                                            | Михаил                        | |
| Колемины                                            | Иван Иванович                 | Стрелецкий голова из сотников. |
| Кошелевы                                            | Михаил                        | Голова стрельцов в Михайлове. |
| Лодыженские                                         | Леонтий                       | Упомянут в должности (1585), дворянин посольства для переговоров со шведами (1586), посланник в Крым (возвратился в августе 1598), подписал утверждённую грамоту Бориса Годунова (1598), пристав у опального Александра Никитича Романова в Усолье-Луде, где удавили опального вельможу (1601), дьяк Разрядного приказа (1603). |
| Микулины                                            | Андрей Андреевич              | Голова стрельцов в Астрахани, помещик Вяземского уезда, вотчинник Старицкого и Муромского уездов, всего 4 деревни и 3 пустоши († 1612). |
| Микулины                                            | Григорий Иванович             | Упомянут поддатнем рынды царевича Ивана Ивановича в опричном походе на Новгород (1569/70), голова у черемис и мордвы (1591), посол в Англию (1600—1601), в числе других послов встречался с польскими послами (1602), стрелецкий голова в Орле и перешёл на строну Лжедмитрия I (1604), за ревность при искоренении измены среди стрельцов пожалован Лжедмитрием I в Думные дворяне, после свержения Лжедмитрия I пытался бежать в Польшу, был пойман. |
| Мячковы                                             | Иван                          | Со стрельцами сопровождал короля Арцымагнуса (1570). |
| Нармацкие                                           | Борис                         | Дворовый сын боярский по Владимиру. |
| Непейцыны                                           | Мисюр                         | |
| Никольниковы                                        | Иван                          | Привёл в Путивль на сборы отряд стрельцов и казаков (1589). |
| Панины                                              | Семён                         | |
| Петровские                                          | Юрий                          | |
| Резановы                                            | Афанасий                      | Стрелецкий голова из сотников. |
| Рудаковы                                            | Григорий                      | Сопровождал короля Арцымагнуса (1570). |
| Секирины                                            | Осип                          | Голова стрельцов в Данкове. |
| Скобельцыны                                         | Леонтий                       | |
| Стремоуховы                                         | Иван                          | Стрелецкий голова в Курске. |
| Сукины                                              | Василий Борисович             | |
| Челюсткины                                          | Фёдор                         | |
| Черемисиновы                                        | Демид                         | Опричник, вывозил из Новгорода награбленную казну (1570), погиб в битве при Терках (1604). |
| Фёдор Иванович (1584—1598)                          |                               | |
| Ворыпаевы                                           | Семён Гаврилович              | Послан в Михайлов «для государева дела на вести» (май 1590), организовывал оборону острога у Глухой башни в случае военной опасности (июль 1591). |
| Бегичевы                                            | Казарин Давыдович             | Голова стрельцов в Смоленске (1593—1598), Москве (1604), перешел на сторону Лжедмитрия II, при появлении Лжедмитрия III послан в Псков, где признал в Лжедмитрии III истинного царя. |
| Глебовы                                             | Фёдор                         | Стрелецкий голова в Черниговском новом остроге (1595). |
| Зиновьевы                                           | Афанасий Фёдорович            | Послан в Рыльск (ноябрь 1586), послан на р. Северный Донец и Оскол для обороны «поля» от татар (апрель 1589), собирал «служилых людей» в Путивле для совместных действий против татар (май 1589), сопровождал русских и татарских гонцов из Крыма (июль 1589). |
| Огарёвы                                             | Постник Григорьевич           | Стрелецкий голова из сотников, пристав у польских послов (1590 и 1600), подписал избирательную грамоту Бориса Годунова (1598), послан в Польшу обличать самозванца (1604), погиб при защите Москвы от «тушинцев» (1610). |
| Засецкие                                            | Темир                         | Темир Васильевич пристав у грузинского посла (1588—1589), после получения известия о смерти царевича Дмитрия и народном восстании незамедлительно послан в Углич с отрядом стрельцов для наведения порядка и сбережения улик для следственной комиссии (1591), подписал избирательную грамоту Бориса Годунова (1598). |
| Засецкие                                            | Осип                          | |
| Кашкаровы                                           | Андрей Фёдорович              | Стрелецкий голова в Коломне, в связи с повальным пьянством «служилых людей», по указу царя изымает «питьё» из коломенских корчем с последующим закрытием их (июль 1559). |
| Кашкаровы                                           | Иван Азарьевич                | Стрелецкий голова в Астрахани, по царскому указу выдвигается к Москве для участия в зимнем немецком походе (август 1591), стрелецкий голова в Великом Новгороде, выставляет заставы для пресечения «морового поветрия» (февраль 1593). |
| Кашкаровы                                           | Пётр                          | Из Чернигова приводит в Путивль отряд для организации обороны от татар (1589). |
| Лопухины                                            | Никита                        | |
| Маматовы                                            | Смирной                       | Пристав у князя Андрея Ивановича Шуйского которого удавил в тюрьме (1587), за неграмотностью вместо него на утвердительной грамоте Бориса Годунова расписался стрелецкий голова П. Г. Огарёв (1598), пристав у Ивана Никитича и Василия Никитича Романовых в Пелыме которых держал в одной избе, в разных углах, закованных в цепи (1601—1602), голова стрельцов в походе на Дагестан (1604—1605), где попав в плен принял ислам и женился в Персии, позже взят в плен русскими войсками и казнён по приказу Бориса Годунова (сожгли). |
| Мясоедовы                                           | Фёдор                         | Стрелецкий голова из сотников. |
| Пушечниковы                                         | Сила                          | Стрелецкий голова из сотников. |
| Савины                                              | Кузьма                        | Стрелецкий голова в Черниговском новом остроге (1595). |
| Сунбуловы                                           | Фёдор                         | |
| Тургеневы                                           | Дмитрий                       | Голова стрельцов в Переславле-Рязанском. |
| Тимирязевы                                          | Плакида                       | |
| Щёголевы                                            | Фёдор                         | Прибывает в Путивль на сборы для отражения нападения татар (1589). |
| Юшковы                                              | Дементий                      | Прибывает в Путивль на сборы для отражения нападения татар (1589). |
| Годунов Борис Фёдорович (1598—1605)                 |                               | |
| Отрепьевы                                           | Смирной Елизарьев             | Послан в Литву с обличием своего племянника Лжедмитрия I. После прихода к власти Лжедмитрия I отправлен в ссылку. |
| Шуйский Василий IV Иванович (1606—1610)             |                               | |
| Бартеневы                                           | Елизарий Данилович            | Голова стрельцов в Мещовске, по царскому указу приводил к «крестному целованию» жителей Брянска (сентябрь 1607). |
| Износковы                                           | Богдан Афанасьевич            | Стрелецкий голова, воевал c войсками Лжедмитрия II в Шацком уезде (1608—1609). |
| Козловы                                             | Иван                          | Стрелецкий голова в Московском уезде «для сбережения от воровских людей и изменников» (1606—1607), владел вотчинами в Ростове: село Никольское и Приимково (до 1624). |
| Остреневы                                           | Тимофей                       | Стрелецкий голова в Московском уезде «для сбережения от воровских людей и изменников» (1606—1607) |
| Протасьевы                                          | Данила Келарев                | |
| Протасьевы                                          | Соловой                       | |
| Развалигородовы                                     | Богдан                        | Стрелецкий голова в Киструсе, Шацке (1606—1607) |
| Скобельцыны                                         | Замятня                       | Стрелецкий голова в Московском уезде «для сбережения от воровских людей и изменников» (1606—1607) |
| Сумниковы                                           | Арсений                       | Голова стрельцов и казаков на Белоомуте, проводит сыск людей разграбивших торговые суда на реке Оке около сёл Белоомут, Ловцы и Любичи в Рязанском уезде (1609). |
| Трусовы                                             | Ларион                        | Стрелецкий голова на Романове, приводил жителей к «крестному целованию» (1609), откуда с отрядом пошёл на Ярославль. |
| Чевкины                                             | Пётр                          | |
| Чевкины                                             | Самсон                        | Направлен для действий против пронских и михайловских «мужиков», воюющих в 20 верстах от Переславля-Рязанского (1607) |
| Чеботаевы                                           | Иван                          | Воевал с войсками Лжедмитрия под Лебедянью. |
| Чюркины                                             | Иван                          | Перешёл на строну Лжедмитрия, впоследствии прощён и воевал с воровскими людьми и изменниками (1606—1608) |
| Шишкины                                             | Иван                          | Отправлен с ратными людьми в степь, где разгромил войско татар под Северным Донцом, отбил русских пленников и взял в плен 20 татар. |
| Междуцарствие (1610—1613)                           |                               | |
| Каблуковы                                           | Фёдор                         | Из Шуи в Гороховец привёл отряд стрельцов и казаков для борьбы с войсками «тушинцев» в Муромском и Касимовском уездах (1610). |
| Гаютины                                             | Василий                       | Стрелейкий голова, убит при осаде Новгорода шведами (1611). |
| Глуховы                                             | Леонтий Лаврентьевич          | Стрелецкий голова (1611). |
| Соловцовы                                           | Юрий                          | Стрелецкий голова под Ельцом (1611). |
| Михаил Фёдорович (1613—1645)                        |                               | |
| Вековы                                              | Афанасий Иванович             | Стрелецкий голова (1624), московский дворянин (1627—1636), объезжий голова в Москве (1639), помещик Рузского уезда († 1639). |
| Вековы                                              | Яков                          | Стрелецкий голова в Астрахани (1629). |
| Головленковы                                        | Иван Афанасьевич              | Московский помещик, стрелецкий сотник, затем стрелецкий голова, воевода в Болхове (1626), Волоке-Ламском (1626—1627), московский дворянин (1626—1640), его сын Фёдор костромской помещик, стольник и полковник московских стрельцов, думный дворянин (1693). |
| Голчины                                             | Баим Матвеевич                | Послан в Яик преследовать Заруцкого (1614). |
| Горсткины                                           | Бестужа Иванович              | Стрелецкий голова (1628). |
| Дерновы                                             | Дмитрий Петрович              | Служил Новоторжские и Подмосковные службы, стрелецкий голова в Кириловом монастыре (1614), владел поместьем на Белоозере (1651). |
| Дирины                                              | Дмитрий Петрович              | Голова стрельцов в Кирилло-Белозёрском монастыре (1614). |
| Шишкины                                             | Степан                        | Стрелецкий и казачий голова (1643), казачий голова г. Козлов (сов. г. Мичуринск), воевода Доброго городка на реке Воронеж с пригородом Козловский (1652—1653). |
| Алексей Михайлович (1645—1676)                      |                               | |
| Астафьевы                                           | Фёдор Власьевич (ум. 1686 г.) | Голова московских стрельцов, служил вместе с братом (1673). |
| Астафьевы                                           | Григорий Власьевич            | Голова московских стрельцов (1657—1673). 18 ноября 1667 года стоял во ферязи с мечем у Государева стола на обеде данном литовским послам. В 1671 году послан в Астрахань для усмирения бунтовщиков. Стольник (1686). Был воеводой в Козьмодемьянске. |
| Глазатовы                                           | Воин                          | Стрелецкий голова (1646). |
| Гридневы                                            | Самсон                        | Стрелецкий голова в Архангельске (1671). |
| Далматовы                                           | Василий                       | Стрелецкий и казаций голова в Сапожке (1665). |
| Дохтуровы                                           | Гаврила Герасимович           | Умер (1675). |
| Дохтуровы                                           | Андрей Семёнович              | Московский дворянин (1658), стольник (1676), голова Московских стрельцов (1672), убит стрельцами (15.05.1682). |
| Дубровские                                          | Иван Минич                    | Помещик Шелонской пятины. |
| Ендогуровы                                          | Иван Анофриевич               | Голова московских стрельцов (1646—1658), находился на службе в Архангельске (1646). |
| Есауловы                                            | Никифор                       | Стрелецкий голова в Гдове (1669—1672). |
| Матвеевы                                            | Артамон Сергеевич             | Голова Московских стрельцов третьего приказа (1654—1671). |
| Шишкины                                             | Матвей Захарьевич             | Голова Московских стрельцов (1661—1663), имел в подчинении 694 стрельца несших службу в Московском Кремле и Москве |
| Фёдор Алексеевич (1676—1682)                        |                               | |
| Власовы                                             | Гаврила Леонтьевич            | Стрелецкий голова (1677). |
| Дерновы                                             | Иван                          | Голова астраханских стрельцов (1679). |
| Дигильбовы                                          | Дмитрий                       | Подполковник, голова Астраханских пеших стрельцов (1683). |
| Иван V (1682—1696) и Пётр I Алексеевичи (1682—1725) |                               | |
| Астафьевы                                           | Афанасий Денисович            | Стольник царицы Натальи Кирилловны (1675—1676). Воевода в Чугуеве (1697—1703). Стольник и полковник (1705 г.). |
| Глебовы                                             | Никита Данилович              | Полковник Стремянного полка (1682), подаёт царю челобитную с просьбой «служить без места». |
| Голютины                                            | Василий                       | Убит шведами (1691). |
| Даниловы                                            | Акинф Иванович                | Полковник Стремянного полка (1682), подаёт царю челобитную с просьбой «служить без места». |
| Доломановы                                          | Макар Автамонович             | Пожалован вотчиной (1692), стрелецкий и казачий голова (1700). |
| Докучаевы                                           | Иван                          | Голова брянских стрельцов (1697). |
| Конищевы                                            | Иван                          | Возглавлял Стремянной полк (1695). |